# Portugals regering
Portugals regering (portugisiska: Governo da República Portuguesa) är landets högsta verkställande makt. Den utses av presidenten (presidente), efter det rådande parlamentariska läget, och leds av statsministern (primeiro-ministro), som utser själv de ovriga ministrarna (ministros). Den behöver åtnjuta stöd av parlamentets majoritet för att bestå.
| Regering            | Statsminister | Parti            |
| ------------------- | ------------- | ---------------- |
| Regeringen Costa II | António Costa | Socialistpartiet |

## Externa länkar

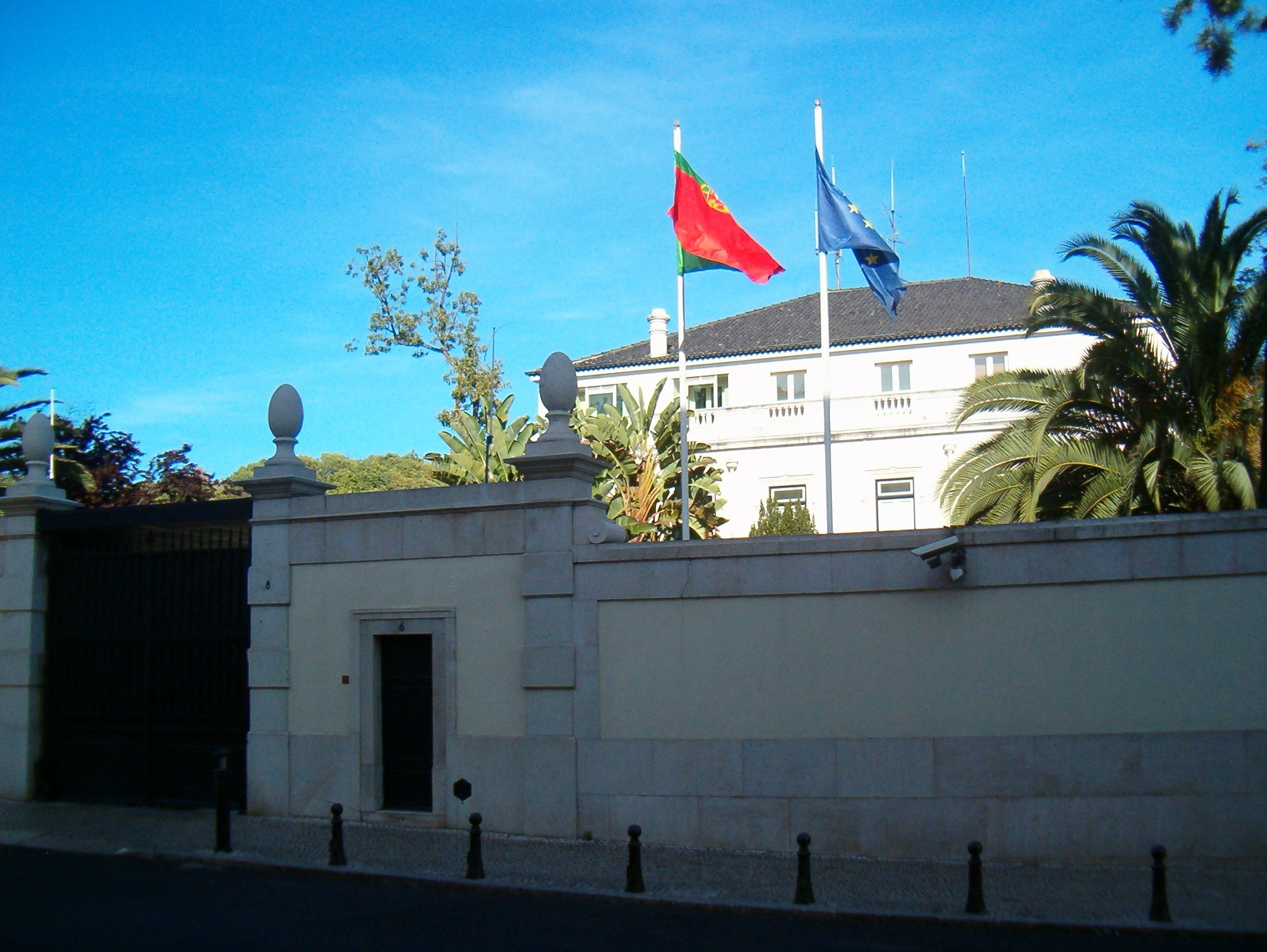
Palacete de São Bento
Statsministerns residens